# American Railway Union
Die American Railway Union (ARU) war die größte Gewerkschaft der 1890er Jahre in Amerika  und die erste Industriegewerkschaft in den Vereinigten Staaten. Sie wurde am 20. Juni 1893 von Bahnarbeitern in Chicago, Illinois, unter der Führung von Eugene V. Debs (einem Lokomotivheizer, einige Jahre später sozialistischer Präsidentenanwärter) gegründet. Die ARU verkörperte in ihrer Politik, anders als die anderen Gewerkschaften, eine Vertretung aller Bahnmitarbeiter, unabhängig davon, ob sie nun als Handwerker oder im Dienst am Kunden bei einer Eisenbahngesellschaft eingesetzt waren. Innerhalb eines Jahres hatte die ARU Hunderte von Ortsgruppen und über 140.000 Mitglieder im ganzen Land. 

## Erfolg
Im August 1893 beginnend kürzte die Eisenbahngesellschaft Great Northern Railway die Löhne ihrer Beschäftigten wiederholt bis zum März 1894. Bis zum April entschied sich die ARU für einen Streik und legte damit die Eisenbahn für 18 Tage lahm. Sie erzwang dadurch von der Gesellschaft die Rücknahme der Lohnkürzungen bei ihren Arbeitern. Das war der Gewerkschaft erster und zugleich ihr einziger Sieg.

## Pullman-Streik
In ähnlicher Weise kürzte die Pullman Palace Car Company, eine Schlafwagen für Eisenbahnen produzierende Gesellschaft, ihre Löhne fünfmal – um 30 bis 70 Prozent – zwischen September 1893 und März 1894. Die Firma hatte ihren Sitz im Chicagoer Stadtteil Pullman, benannt nach seinem Besitzer, dem Millionär George Mortimer Pullman. Diese Industriestadt war seine "Utopie." Er besaß das Land, die Häuser und die Läden. Die Arbeiter mussten in seinen Häusern leben und in seinen Geschäften einkaufen. Dadurch stellte er sicher, dass praktisch alle Löhne wieder in seine Taschen zurückflossen.
Nach den Lohnkürzungen litten die Arbeiter groß unter dieser Konstellation, weil die Mietzinsen und Produktpreise dieselben blieben. Seine Arbeiter bildeten ein Komitee, um ihre Beschwerden vorzutragen. Drei seiner Mitglieder wurden nach dem Vortrag entlassen. Das wiederum führte zu einem spontanen Streik mit vollem Produktionsstopp am 11. Mai 1894. Viele Pullman-Arbeiter waren inzwischen in die Eisenbahnergewerkschaft eingetreten.
Im Juni trat eine ARU-Versammlung in Chicago zusammen, um über den anhaltenden Pullman-Streik zu reden. Am 21. Juni entschied die Gewerkschaft, sich aus Solidarität den Streikenden anzuschließen und boykottierte Pullman-Waggons. ARU-Mitglieder lehnten es ab, an Zügen mit Pullman-Waggons zu hantieren. Der Boykott wurde ein großer Erfolg, besonders entlang den transkontinentalen Bahnlinien von Chicago aus in den Westen. Als Antwort darauf gab das Pullman-Management die Order aus, Pullman-Waggons an die Postzüge anzuhängen, um sich so eine Unterstützung ihres Standpunktes über den Postdienst zu verschaffen und die Bundesregierung zu interessieren. 
Mit Hilfe des Sherman Antitrust Acts von 1890, der geregelt hatte, es sei für Firmenzusammenschlüsse illegal, Handelsbewegungen oder den Handel einzuschränken, wurde ein gerichtliches Verbot am 2. Juli erwirkt. Es untersagte der ARU-Führung, durch „Zwingen oder Herbeiführen von Drohungen, Einschüchterung, Überredung, Gewalt oder Tätlichkeiten, Bahnangestellten zu verwehren oder sie zu hindern, ihre Aufgaben durchzuführen.“ Am nächsten Tag befahl US-Präsident Cleveland 20.000 Mann Bundestruppen, den Streik zu zerschlagen und für den Zuglauf zu sorgen. Bis zum 7. Juli wurden Debs und sieben andere ARU-Führer festgenommen und später angeklagt und überführt einer Verschwörung zur Störung des freien Postverkehrs.

## Niedergang
Der Streik wurde endgültig zerschlagen, während Debs sechs Monate im Gefängnis in Woodstock (Illinois) verbrachte. Die ARU löste sich schließlich auf. Die Pullman Company öffnete ihren Betrieb ohne die entlassenen Gewerkschaftsführer wieder. Während seines Gefängnisaufenthalts verbrachte Debs viel seiner Zeit damit, die literarischen Werke von Karl Marx zu lesen.